# Réveil
Réveil (französisch: „Erweckung“) ist der Name einer 1814 entstandenen Erweckungsbewegung innerhalb der reformierten Kirche der Westschweiz und Frankreichs.
Der Spitzname ihrer Anhänger lautete auch mômiers (Mucker). Die Bewegung stand zunächst unter dem Einfluss von Juliane von Krüdener und später des Methodismus. Sie beschuldigte die reformierte Staatskirche des Abfalls vom wahren Christentum, sammelte sich in Konventikeln und legte Wert auf einen streng religiösen Lebenswandel.
Unter dem Einfluss des Schotten Robert Haldane (1764–1842) gab es 1815 in Genf eine Erweckungsbewegung. Ab 1817 entstanden dort verschiedene christliche Gemeinden. Der Genfer Réveil war der Ausgangspunkt der Erweckung im französischen Protestantismus.
1825 wurde die Erweckung durch den Genfer Prediger Félix Neff (1798–1829) in die Waldenser-Täler getragen.
Aus dem Réveil ging 1831 die Evangelische Gesellschaft in Genf hervor, die 1832 eine eigene Predigerschule errichtete. 1848 vereinigten sich die verschiedenen Dissidentengemeinden zu einer evangelischen Freikirche (Église libre), welche seitdem neben der Staatskirche (Église nationale) besteht. Im Waadtland entstand in diesen Jahren ebenfalls eine reformierte Freikirche, deren geistiger Vater Alexandre Vinet war.
Unter den leitenden Persönlichkeiten des Réveil waren Henri-Louis Empeytaz, César Malan, Louis Gaussen, Ami Bost, Antoine Jean-Louis Galland und Adolphe Monod.
Das religiöse Denken des Schriftstellers Urbain Olivier (1810–1888) war von dieser Erweckungsbewegung geprägt.